# Dattathreya Ramachandra Kaprekar
Dattathreya Ramachandra Kaprekar, schrijvende onder de naam D.R. Kaprekar (Dahanu, 17 januari 1905 – Devlali, 1986) was een Indiaas wiskundige die de naar hem genoemde Kaprekargetallen en Kaprekarconstante (6174) ontdekte, evenals enkele andere resultaten op het gebied van de getaltheorie.

## Leven en werk
Kaprekar werd geboren in Dahanu, een dorp in de buurt van Bombay, als zoon van een ambtenaar die van astrologie hield. Hij studeerde aan de middelbare school in Thane en aan het Fergusson College in Pune. Na het behalen van het kandidaatsexamen aan de Universiteit van Bombay (nu Universiteit van Mumbai) in 1929 zette hij zijn studie niet voort, maar werkte van 1930 tot 1962 als leraar in Nashik. Hij heeft talloze artikelen gepubliceerd over magische vierkanten en over gehele getallen met bijzondere eigenschappen.
Kaprekar werkte voornamelijk voor zichzelf; zijn ideeën werden in het begin niet serieus genomen door wiskundigen in India. Hij verwierf echter internationale bekendheid toen Martin Gardner in 1975 een artikel over hem publiceerde in Scientific American. Kaprekar beschreef ook de Devlaligetallen en de Harshadgetallen.